# Urška Žigart
Urška Žigart (* 4. Dezember 1996 in Slovenska Bistrica) ist eine slowenische Radrennfahrerin.

## Sportliche Laufbahn
Seit 2015 ist Urška Žigart im internationalen Radsport aktiv, als sie einen ersten Vertrag bei BTC City Ljubljana erhielt. 2016 wurde sie Dritte der slowenischen Meisterschaft im Einzelzeitfahren, 2018 Vierte, 2019 erneut Dritte. 2019 belegte sie in der Gesamtwertung der Burgos-Rundfahrt der Frauen Platz sieben. Zur Saison 2020 wurde sie Mitglied im neu als UCI Women’s WorldTeam lizenzierten Team Alé BTC Ljubljana, ein Jahr später wechselte sie zum Team BikeExchange. 2021 erzielte sie mit einem Etappenerfolg bei der Setmana Ciclista Valenciana ihren bisher (Stand 2024) einzigen internationalen Erfolg. 2020, 2022 sowie 2023 errang sie den nationalen Zeitfahren-Titel und wurde zudem 2020 Dritte im Straßenrennen.
2024 gewann Žigart den nationalen Titel sowohl im Straßenrennen als auch im Einzelzeitfahren. Trotz ihrer Erfolge wurde sie vom slowenischen Verband nicht für die Olympische Sommerspiele 2024 in Paris nominiert, was in der Folge auch einer der Gründe für die Absage von Tadej Pogačar war.
Zur Saison 2025 wechselte Žigart zum AG Insurance-Soudal Team.

## Privates
Žigart ist mit dem Tour-de-France-Sieger von 2020, 2021, 2024 und 2025 Tadej Pogačar verlobt.

## Erfolge
2020
- Slowenische Meisterin – Einzelzeitfahren

2021
- eine Etappe Setmana Ciclista Valenciana

2022
- Slowenische Meisterin – Einzelzeitfahren

2023
- Slowenische Meisterin – Einzelzeitfahren

2024
- Slowenische Meisterin – Straßenrennen und Einzelzeitfahren